# Microrregión de Campo Mourão
La microrregión de Campo Mourão es una de las microrregiones del estado brasileño del Paraná perteneciente a la mesorregión Centro Occidental Paranaense. Su población fue estimada en 2009 por el IBGE en 203.768 habitantes y está dividida en catorce municipios. Posee un área total de 7.069,266 km².

## Municipios
- Araruna
- Barbosa Ferraz
- Campo Mourão
- Corumbataí do Sul
- Engenheiro Beltrão
- Farol
- Fênix
- Iretama
- Luiziana
- Mamborê
- Peabiru
- Quinta do Sol
- Roncador
- Terra Boa

- Datos: Q2463900